# Jardim Zoológico de Adelaide
O Jardim zoológico de Adelaide é o segundo jardim zoológico mais velho da Austrália, localizado em Adelaide, na Austrália do Sul, e o único grande zoológico metropolitano na Austrália a pertencer e operar sob uma base sem fins lucrativos.

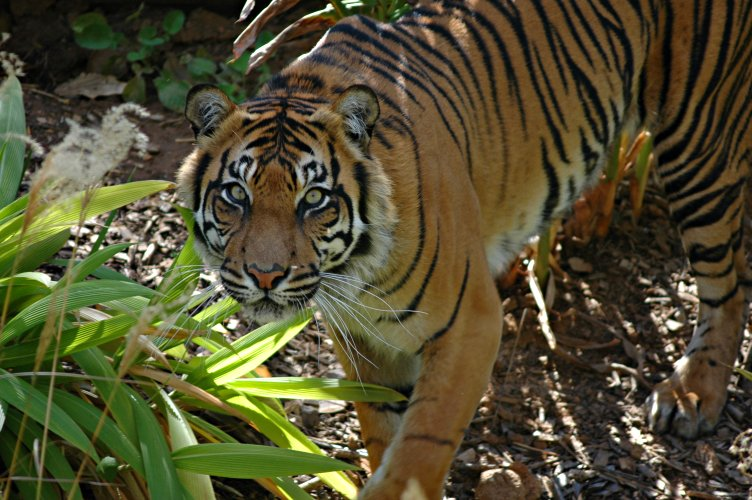
Um dos tigres-da-sumatra no Zoológico de Adelaide

O zoológico abriga cerca de 300 espécies nativas e exóticas, com mais de 1.800 animais no local.